# Ramón Piñeiro
Ramón Piñeiro (Barcelona, 29 oktober 1991) is een Spaans autocoureur.

## Carrière

### Formule BMW
Piñeiro begon zijn formulecarrière in 2008 in de Formule BMW Europa voor het team Fortec Motorsport. Hij eindigde als twintigste in de eindstand, waarbij hij vijf keer punten scoorde in zestien races. In 2009 veranderde hij van team naar FMS International. Nadat Coloni dit team volledig overnam, veranderde hij opnieuw van team naar Motaworld Racing.

### Formule Palmer Audi
Nadat zijn Formule BMW-campagne in september eindigde, nam Piñeiro deel aan de laatste twee rondes van de Formule Palmer Audi in 2009 op Silverstone en Snetterton. Hij maakte een groot ongeluk mee in de derde race op Silverstone. Hij reed achter Kazimieras Vasiliauskas en pakte wat slipstream mee. Hij toucheerde het achterwiel van Vasiliauskas nadat hij zijn auto Stowe instuurde. Piñeiro werd de lucht in gelanceerd, maakte een salto en landde met zijn wielen omhoog. Hij bleef ongedeerd. Hij eindigde als derde in de laatste race op Snetterton, drie seconden achter winnaar Felix Rosenqvist, nadat een vroege crash veel van zijn rivalen de race kostte.

### Formule 2
In het laatste weekend op het Circuit Ricardo Tormo Valencia neemt Piñeiro deel aan de Formule 2.